# Buckaroo Banzai – Die 8. Dimension
Buckaroo Banzai – Die 8. Dimension ist ein amerikanischer Science-Fiction-Film aus dem Jahr 1984.

## Handlung
Dr. Buckaroo Banzai ist ein Physiker, Neurochirurg, Abenteurer und Musiker (in seiner Rockband the Hong Kong Cavaliers), der dafür kämpft, die Welt vor den bösen roten Lectroiden von Planet 10 zu bewahren.
Zu Beginn des Films nimmt Banzai als Testpilot an der Erprobung eines turbinenbetriebenen Automobils teil. Dabei möchte sein Team im Geheimen den Oszillations-Alpha-Laser, ein Gerät, das den Wechsel in eine andere Dimension ermöglicht, testen. Durch den Einsatz des Lasers gelingt es Buckaroo, durch einen massiven Berg hindurchzufahren, was für reichlich Aufsehen sorgt.
Dr. Emilio Lizardo, der eigentlich Lord John Whorfin aus der 8. Dimension ist, bricht unter dem Eindruck dieser Ereignisse aus einer Irrenanstalt aus. Sein Ziel ist es, den Alpha-Laser zu stehlen und mit dessen Hilfe wieder in seine Heimatdimension zurückzukehren. Whorfin, einst der Führer der roten Lectroiden von Planet 10, wurde in die 8. Dimension verbannt, nachdem seine Herrschaft durch die guten schwarzen Lectroiden beendet wurde. Durch ein fehlgeschlagenes Experiment von Dr. Lizardo gelang ihm 1938 die Flucht auf die Erde. Whorfin tut sich nun mit anderen roten Lectroiden der 8. Dimension zusammen, die eine Scheinfirma namens Yoyodyne Propulsion Systems gegründet haben.
Auch die an sich wohlwollenden schwarzen Lectroiden sind in der Zwischenzeit im Orbit der Erde angekommen und warnen Banzai vor der Gefahr durch Whorfin. Banzai gelingt es aber nicht rechtzeitig, den Diebstahl des Alpha-Lasers abzuwenden. Er und sein Team entscheiden sich, um die Vernichtung der Erde durch die verunsicherten schwarzen Lectroiden abzuwenden, zu Yoyodyne Propulsion Systems zu gehen und Whorfin und seine Leute aufzuhalten. Dies gelingt schlussendlich, und die roten Lectroiden und Lord John Whorfin werden besiegt.

## Auszeichnungen
John Lithgow wurde 1984 für seine Rolle als Lord John Whorfin/Dr. Emilio Lizardo für den Saturn Award als bester Nebendarsteller nominiert.

## Kritiken
„Ein heilloses Durcheinander aus Science-Fiction-Abenteuer, Comicstrip-Märchen und Parodie auf Helden- und Feindbilder; in einigen Details witzig und hintergründig, im ganzen jedoch unausgewogen und ermüdend.“

## Roman
Die Romanversion von Earl Mac Rauch ist in der Form von Dokumenten angelegt, die von „Reno Nevada“ zusammengestellt wurden. Außer der Hintergrundgeschichte des Films werden auch der Mord an Peggy Banzai durch die Anhänger von Lord Hanoi Xan und der Tod von Banzais Eltern bei einem Unfall mit einem Jet-Auto beschrieben.

## Fortsetzung
Der Abspann weist auf eine Fortsetzung, Buckaroo Banzai versus the World Crime League, hin, die aber nie erschien. Eine gewisse Zeit kursierte das Gerücht, Big Trouble in Little China wäre ursprünglich als Fortsetzung von Buckaroo Banzai geplant gewesen. Dies entspricht aber nicht der Wahrheit.